# Olasz filmművészet

## Olasz film a fasizmusig
A filmtörténethez Olaszország a verismo irányzattal járult hozzá. A némafilm korában gyökerező stílus ragaszkodott a természetszerű beállításokhoz. 1904-ben nyílt az első olasz filmgyár, Torinóban, majd 1905-ban a Cinest Rómában. 1907-től filmes szakfolyóiratok is megjelentek.
Színpadiasság, az operett és az opera hatásai ütköztek ki ezeken az alkotásokon. Leginkább történelmi, bibliai, szépirodalmi témákat dolgoztak fel. Legnagyobb sikere Enrico Guazzoni Quo vadis? (1913) illetve Giovanni Pastrone rendezte Cabiria (1914) című filmeknek lett.
Ám már ekkor megjelent a realista irányzat, amely szintén sikereket ért el.

## Olasz film a fasiszta államban
A filmek továbbra is a Római Birodalom, az itáliai történelem vagy a Biblia világát felidéző keretek között maradt.
Az első olasz hangosfilm Gennaro Righelli rendezésében A szerelmes dal című alkotás 1929-ben készült.
Szoros kapcsolat alakult ki a magyar és az olasz filmesek között ebben az időszakban. Főként a vígjátékok révén voltak közös, párhuzamos, adaptációk.
Azonban voltak neorealista kísérletek is, a főként déli nyomor bemutatása okán. Alessandro Blasetti 1860 (1934) című alkotása Szicília embert próbáló világát mutatta be. Az olasz neorealista film első úttörője Luchino Visconti 1943-as Megszállottság című filmje, mely a kisember mindennapját, és nem a luxusosztályt mutatta be. Filmjében ragaszkodott a szegénység kopár ábrázolásmódjához.
A Mussolini vezette állam sok pénzt adott a filmgyártásra. 1932-ben indították útjára a Velencei Filmfesztivált, ahol a korabeli európai filmművészet minden irányzata megjelenhetett. 1937-ben létesítették a Cinecittát. Megalapították a a római filmfőiskolát.

## Olasz film a hetvenes évekig
A háború után Roberto Rossellini Róma, nyílt város, Vittorio De Sica Biciklitolvajok, vagy Visconti Vihar előtt filmje az utcán találtak témára.
Az 50-es években Vittorio de Sica, a 60-as években pedig Vittorio Gassman.
A 60-as években az olasz producerek a nemzetközi koprodukciók felé fordultak. A televízió megjelenése azonban elsorvasztotta az olasz filmgyártást. Az olasz filmművészet újabb fénykorát az új hullám sajátos olasz változatának kialakulása jelentette. Michelangelo Antonioni A kaland, Az éjszaka, valamint Federico Fellini Édes élet című filmjei jelezték feltörekvésüket. Sikert nemzetközi szinteken is elértek, a cannes-i, berlini, velencei fesztiválokon is dijakat arattak. Antonioni az aszketikus szemléletet, Fellini a túlzások gyönyörére fektette a hangsúlyt, azonban mindketten a kor társadalmának romlottságára fókuszáltak. Fellini a mágikus realizmus atyja lett a filmművészetben.
A 60-as-70-es években új rendezői generáció törekedett fel. Leginkább Mario Monicelli, Bernardo Bertolucci és Pier Paolo Pasolini rendezőket említhetjük. Ezek a művészek megkérdőjelezték a római katolikus egyház kulturális hatalmát. Az új olasz filmes nemzedék haladóbb politikai témákkal, és bonyolultabb pszichológiai érzékkel rendelkezett, mint elődjeik. Pasolini korai filmjei (A csóró, Mamma Róma) nyers, realisztikus történetek, melyeket egyre több szimbolikus alkotás (Teoréma, Disznóól) követ, s a művész az antik mítoszok (Oidipusz király, Médea) és a klasszikus mesegyűjtemények (Dekameron, Canterbury mesék, Az Ezeregyéjszaka virágai) motívumait is felhasználja, újraértelmezi. Franco Zeffirelli munkái irodalmi adaptációk, melyeket hatalmas díszletekben és gyönyörű jelmezekben forgatott (Rómeó és Júlia és Napfivér, Holdnővér). Felfokozott érzelmessége miatt a világ filmkritikusai nem igazán kedvelik filmjeit, a közönség körében azonban osztatlan elismerést arattak. Bertolucci hírnevét az 1972-es Utolsó tangó Párizsban című film hozta meg, később Oscar-díjas rendező lett.

## Olasz film a mai sikerekig
A 90-es évek két legnagyobb nemzetközi sikere Giuseppe Tornatore önéletrajzi alkotása, a Cinema Paradiso, és Roberto Benigni „holokauszt-vígjátéka”, Az élet szép voltak.
A művészi vígjátékok mellett a tömegkultúrában mély nyomot hagytak Bud Spencer és Terence Hill filmjei, valamint az olasz vadnyugati filmek, a spagettiwesternek. Ezek közül a leghíresebb a Sergio Leone által rendezett Volt egyszer egy Vadnyugat, amely művészileg is kiemelkedő alkotás.

## Híres olasz filmszínészek
- Agostina Belli
- Monica Bellucci
- Roberto Benigni
- Claudia Cardinale
- Sergio Castellitto
- Adriano Celentano
- Gino Cervi
- Walter Chiari
- Eduardo De Filippo
- Vittorio De Sica
- Ninetto Davoli
- Aldo Fabrizi
- Franco Fabrizi
- Vittorio Gassman
- Giuliano Gemma
- Giancarlo Giannini
- Massimo Girotti
- Terence Hill
- Virna Lisi
- Gina Lollobrigida
- Sophia Loren
- Antonella Lualdi
- Folco Lulli
- Aldo Maccione
- Anna Magnani
- Silvana Mangano
- Giulietta Masina
- Marcello Mastroianni
- Nino Manfredi
- Domenico Modugno
- Gianni Morandi
- Ornella Muti
- Franco Nero
- Silvana Pampanini
- Tina Pica
- Michele Placido
- Gigi Proietti
- Isabella Rossellini
- Renato Salvatori
- Stefania Sandrelli
- Rosanna Schiaffino
- Vittorio De Sica
- Alberto Sordi
- Paolo Stoppa
- Bud Spencer
- Ugo Tognazzi
- Totò
- Rudolph Valentino
- Raf Vallone
- Lino Ventura
- Monica Vitti
- Gian Maria Volonté

## Híres olasz filmrendezők[2][3]
- Michelangelo Antonioni
- Dario Argento
- Enzo Barboni
- Enzo G. Castellari
- Giuseppe Colizzi
- Sergio Corbucci
- Federico Fellini
- Lucio Fulci
- Pietro Germi
- Alberto Lattuada
- Umberto Lenzi
- Sergio Leone
- Luigi Magni
- Antonio Margheriti
- Alberto De Martino
- Maurizio Nichetti
- Pier Paolo Pasolini
- Tonino Ricci
- Dino Risi
- Franco Rossi
- Vittorio De Sica
- Alberto Sordi
- Steno
- Tonino Valerii
- Franco Zeffirelli

## Ismertebb olasz filmzeneszerzők
- Guido De Angelis
- Maurizio De Angelis
- Angelo Branduardi
- Stelvio Cipriani
- Pino Donaggio
- Fabio Frizzi
- Detto Mariano
- Francesco De Masi
- Franco Micalizzi
- Ennio Morricone
- Riz Ortolani
- Gianfranco Plenizio
- Nino Rota (Giovanni Rota Rinaldi)